# Jeordie White
Jeordie White, właściwie Jeordie Osbourne White (ur. 20 czerwca 1971 w New Jersey) – amerykański basista i gitarzysta rockowy, a także kompozytor i producent muzyczny.
Lepiej znany pod pseudonimem scenicznym Twiggy Ramirez, pod którym w latach 1993–2002 występował w grupie Marilyn Manson, nieużywanym od momentu odejścia z zespołu. Pseudonim powstał przez połączenie imienia słynnej w latach 60. brytyjskiej modelki Twiggy oraz nazwiska seryjnego mordercy Richarda Ramireza.
Autor wielu utworów muzycznych grupy Marilyn Manson.
W 1997 roku wystąpił w epizodycznej roli gwiazdki porno w filmie Davida Lyncha Zagubiona autostrada. W roku 2003 została zarejestrowana jego nieudana próba zasilenia szeregów zespołu Metallica w filmie Some Kind of Monster. W tym samym czasie nie udało mu się także dostać posady drugiego gitarzysty w zespole Queens of the Stone Age.
Ostatecznie zastąpił Paz Lenchantin w roli basisty w zespole A Perfect Circle. Nagrał z nimi dwie płyty, po czy działalność grupy została zawieszona. Od 2005 roku związał się z zespołem Nine Inch Nails, z którym koncertował w trasach promujących dwie płyty zespołu With Teeth oraz Year Zero. W tym samym czasie rozpoczął pracę z Chrisem Gossem, wraz z którym założył zespół Goon Moon.
Po długiej przerwie Jeordie ponownie połączył siły z Marilyn Mansonem, zastępując Tima Skolda.
Na oficjalnej stronie internetowej zespołu można przeczytać:
„Duet, który wszystko rozpoczął, znów się połączył, aby dokończyć, co przerwał. Dwójka odpowiedzialna za albumy „Antichrist Superstar”, „Mechanical Animals” oraz „Holy Wood” stanie znów na jednej scenie”.

## Zespoły
- Amboog-A-Lard (ok. 1987–1993)
- Marilyn Manson (w latach 1993–2002; 2008- gitara basowa; od 2009- gitara elektryczna)
- A Perfect Circle (2003-2004)
- Nine Inch Nails (2005–2007)
- Goon Moon (od 2005)

### Życie prywatne
26 czerwca 2014 poślubił Laney Chantal znaną z ‘Face Off’. Ma także tatuaż na lewym ramieniu.